# بهار (فیلم ۱۹۴۲)
بهار (به هندی: Basant) فیلمی محصول سال ۱۹۴۲ و به کارگردانی آمیا چاکراوارتی است. در این فیلم بازیگرانی همچون ممتاز شانتی، مدهوبالا، اولهاس، کانو روی و استر ویکتوریا آبراهام ایفای نقش کرده‌اند.